# Hrvatske obrambene snage
Hrvatske obrambene snage (kratica HOS, ponekad zvane i Hrvatske oružane snage), bivše dragovoljačke paravojne postrojbe i stranačko vojno krilo Hrvatske stranke prava (HSP) u razdoblju od 1991. do 1993.
Bile su među prvim organiziranim vojnim postrojbama koje su djelovale u Domovinskom ratu, te su uz Hrvatsko vijeće obrane (HVO), i Teritorijalnu obranu BiH (TO BiH), činile okosnicu otpora velikosrpskim snagama u Bosni i Hercegovini. U Hrvatskoj, HOS se kasnije integrirao u Hrvatsku vojsku početkom 1992. prilikom restrukturiranja vojnih snaga unutar Republike Hrvatske. HOS u BiH je neko vrijeme službeno činio dio Armije RBiH, ali se osuo i raspao nakon ubojstva zapovjednika HOS-a Hercegovine general-bojnika Armije RBiH Blaža Kraljevića. Posljednja postrojba HOS-a raspuštena je 5. travnja 1993. u središnjoj Bosni.
Ideja vodilja HOS-a bila je obrana Hrvatske od agresora u Domovinskom ratu, ali i povratak Hrvatske na istočne granice Nezavisne Države Hrvatske iz Drugog svjetskog rata.[nedostaje izvor]

## HOS tijekom rata

### HOS u Hrvatskoj (1991.)
U Hrvatskoj je 25. veljače 1990. obnovljena Hrvatska stranka prava i za predsjednika joj je izabran Dobroslav Paraga. Potpredsjednik je bio Ante Paradžik. Kako se velik dio srpskog stanovništva u Hrvatskoj sve više protivio hrvatskim vlastima i radikalizirao, mnogi su se Hrvati samoinicijativno naoružavali radi obrane svojih domova u slučaju rata. Dne 21. prosinca 1990. izbija otvorena pobuna hrvatskih Srba, koji proglašavaju tzv. Republiku Srpsku Krajinu, a uskoro se i Jugoslavenska narodna armija stavlja na stranu pobunjenika. Iako vodstvo HSP-a nije namjeravalo imati stranačku vojsku, nakon slabih početnih reakcija vodstva Republike Hrvatske, Paraga i Paradžik počinju razmatrati osnivanje oružanih postrojba radi obrane Hrvatske. Odluka vodstva HSP-a o osnivanju vojske donesena je nakon agresije JNA na Sloveniju.

#### Nastanak
Hrvatske obrambene snage (HOS) su službeno osnovane krajem lipnja 1991. od strane Dobroslava Parage, Ante Paradžika, Alije Šiljka i još nekih članova tadašnjeg vodstva HSP-a. Odmah je osnovan i Ratni stožer HOS-a, a Ante Paradžik je bio njegov prvi načelnik. Ratni Stožer HOS-a je bio smješten u zagrebačkim prostorijama HSP-a, tj. u Šenoinoj ulici na broju 13, a kasnije u Starčevićevom domu.
Isprva slabo naoružani pješačkim naoružanjem koje su sami nabavili, prvi HOS-ovci su se iskazali u borbama sa srpskim pobunjenicima i JNA i tako privukli pažnju hrvatske javnosti na HOS i HSP. Kasnije je zahvaljujući donacijama iseljenih Hrvata i članova HSP-a iz Australije i Kanade, vodstvo domovinskog HSP-a nabavilo veću količinu oružja te je broj HOS-ovaca rastao. HOS-ovci su pred Starčevićev dom postavili jedan top zarobljen u borbama s JNA.
Nisu se svi u vodstvu HSP-a slagali s osnivanjem HOS-a. Tajnik stranke, Krešimir Pavelić je smatrao da je nepotrebno stvarati paralelnu vojsku uz već postojeće postrojbe Zbora Narodne Garde. Kada je HOS ipak osnovan, Pavelić je iz protesta napustio stranku.

#### Jačanje i širenje HOS-a
U postrojbe HOS-a dolazili su Hrvati iz domovine i Bosne i Hercegovine kao i Hrvati iz emigracije. Nakon što je borba Hrvatske za nezavisnost privukla pažnju svjetske javnosti, neki su strani državljani koji su ujedno bili i profesionalni vojnici napuštali svoje zemlje i pristupali HOS-u. Oni su uvježbavali vojnike HOS-a, koji je time postao jedna od najboljih jedinica koje su pružale otpor srpskoj agresiji. Prema dogovorima vodstva HSP-a i ministarstva obrane Slovenije, neki HOS-ovci bili su obučavani u Sloveniji od pripadnika Slovenske teritorijalne obrane koji su imali iskustva u borbi protiv JNA. Kampovi za obuku HOS-a u Hrvatskoj nalazili su se na Žumberku, u maloj školi u zagrebačkoj Dubravi, na Žnjanu i u Tugarama kod Splita te na otocima Braču i Čiovu.
O organiziranju postrojba HOS-a Ante Paradžik je rekao sljedeće: "Hrvatska stranka prava organizira preko svog članstva dobrovoljce za obranu domovine. Borci se pripremaju na poligonima za obuku kako bi bili što spremniji ući u rat s neprijateljima. Mi diljem Hrvatske imamo pravaške dobrovoljačke odrede, u sastavu ZNG-a. Ali, mi imamo svoj znak i nižu komandu. Jedinice smo potpuno sami opremili, od uniformi do raznovrsnog modernog oružja. Same jedinice djeluju kao desetice, tridesetice, stotice, ili dvjestotice, što je vrlo slično rimskom sistemu vojske po centurijama i kohortama. Velik priliv sredstava za nabavku skupe opreme omogućio nam je Hrvatski potporni i obrambeni fond "Drina", iz Toronta u Kanadi."

#### HOS na bojištima Hrvatske
Broj HOS-ovaca u Hrvatskoj se povećao na 6000 i borili su se na svim bojištima. Djelovali su poluneovisno u odnosu na regularne postrojbe Zbora narodne garde i slušali su samo naređenja svojih časnika. Zbog tzv. nepisanog pravila da u HOS mogu pristupiti samo članovi HSP-a, HOS je u dijelu hrvatske javnosti smatran stranačkom vojskom HSP-a.
Ispočetka HOS sudjeluje zajedno s postrojbama ZNG-a u osvajanju vojarni JNA u Zagrebu i ostalim dijelovima Hrvatske. Preko HOS-a, HSP-u je rasla popularnost. HOS se počinje osnivati u svim mjestima Hrvatske u kojima djeluje i HSP.
Dana 10. rujna 1991., Paraga i Paradžik s jednom satnijom HOS-a, na glavnom zagrebačkom trgu održavaju demonstraciju, tj. predstavljanje Hrvatskih obrambenih snaga pred 10.000 građana Hrvatske. Satnija je odmah nakon toga pod zapovjedništvom Roberta Šilića upućena na bojište u Vukovar. Ta je postrojba pokazala iznimno visoku predanost u borbi (poput mnogih drugih hrvatskih postrojbi u obrani Vukovara), te je među 58 pripadnika većina bila tijekom borbi za Vukovar više puta ranjeno, a čak 25 je i poginulo.
Istodobno, jedinice HOS-a se osnivaju i u Dalmaciji. Do svibnja 1991., jedinice HOS-a u Dalmaciji su prerasle na razinu satnije. Dogovorom Dobroslava Parage i tadašnjeg ministra obrane Slovenije Janeza Janše, dio njenih pripadnika prošao je specijalističku obuku u Sloveniji. Do listopada 1991. ta jedinica raste i dobiva status bojne. Prozvana je IX. bojna "Rafael vitez Boban", a zapovjednik joj je bio bojnik Jozo Radanović, dotadašnji predsjednik podružnice HSP-a u Splitu. IX. bojna HOS-a je uskoro postala jedna od najpoznatijih jedinica HOS-a u Hrvatskoj. Početkom prosinca 1991. Jozu Radanovića je vodstvo HSP-a promaknulo u dopukovnika HOS-a.
HOS djeluje i u Vinkovcima i okolici. U okolici Vinkovaca po nalogu glavnog stožera Zagreb upućuje se 200 bojovnici iz Žumberka za pripomoć i daljne djelovanje prema Vukovaru, pod zapovjedništvom bojnika Eugena Meindorfera i satnika Dubravka Klauderotija koji pri dolasku dobiva uručen čin satnika, po zapovjedi vrše se zadatci oslobađanja (Komletinci, Jarmina, Nušar, Mala Bosna, Nijemci, Vrbanja, Antin, Tordinci i Đeletovci, CERIĆ) položaje je držala 6. bojna "Marijan Baotić"i samostalna Satnija i prva Bojna Žumberak posebne namjene, koja je krajem veljače 1992. imala 800 ljudi; pod zapovjedništvom bojnika Ivice Zupkovića i satnika Ivana Zoraje. Osijek i Čepin je branila Čepinska bojna pod zapovjedništvom Slobodana Tolja. U obrani Gospića i okolice sudjelovala je 19. bojna "Vitez Jure Francetić" pod zapovjedništvom pukovnika Valentina Rajkovića.
Ante Paradžik biva 21. rujna 1991. ubijen u okolici Zagreba od strane hrvatske policije. Policijsko objašnjenje je bilo da su "dobili anonimnu dojavu da su u autu martićevci". Nakon Paradžikovog ubojstva, privremeni vršitelj dužnosti načelnika Ratnog stožera HOS-a postaje Anto Đapić. Dobroslav Paraga početkom 1992. slučajno izbjegava smrt kada je dignut u zrak stožer HOS-a u Vinkovcima pri čemu je poginulo pet osoba, a osam bilo ranjeno.
Početkom studenog 1991., vodstvo opsjednutog Vukovara traži pomoć od Parage. Dne 13. Rujan 1991., Paraga iz Zagreba šalje 200 vojnika HOS-a pod zapovjedništvom bojnika Eugena Meindorfera i satnika Dubravka Klauderotija u pomoć opkoljenom gradu. U Vinkovcima ih zaustavlja Tomislav Merčep, zamjenik ministra policije Ivana Vekića. Poslao ih je u Osijek gdje su zatvoreni u Crvenu vojarnu. Ministar obrane general Martin Špegelj je 16. Listopada izvršio smotru te jedinice i naredio Merčepu proboj prema Vukovaru pravcem Nuštar-Bogdanovci kako bi se bar stanovništvo spasilo kad se grad više ne može braniti. Merčep je odbio napasti pod izgovorom: "Kukuruzi su puni mina, a i nisam siguran da mi Dedaković ne bi pucao u leđa." HOS-ovci nisu pušteni da pomognu Vukovaru i grad pada u srpske ruke.
Nakon toga (22. studenoga 1991.) čelništvo HSP-a i zapovjednik obrane Vukovara Mile Dedaković bivaju uhićeni. Tijekom boravka u zatvoru, Dedaković je bio učestalo premlaćivan. Paraga je u zatvoru započeo štrajk glađu. Hapšenje Parage i njegovih kolega izaziva veliki prosvjed građana Hrvatske na glavnom zagrebačkom trgu. Novo-osnovana "Komisija za Vukovar" na čelu s Josipom Manolićem proglašava Paragu i Dedakovića krivcima za pad Vukovara te ih optužuje da su agenti Kontraobavještajne službe JNA (KOS), te da su spremali napad na Banske dvore. Vrhovni sud Republike Hrvatske 13. prosinca donosi rješenje kojim su sve optužbe protiv Parage i Dedakovića odbačene kao neosnovane. Nakon oslobađanja, Dedaković napušta Hrvatsku vojsku i pristupa HSP-u. Paraga ga ubrzo imenuje Glavnim inspektorom HOS-a.
Nakon što je 23. studenog 1991. objavljen proglas o općoj mobilizaciji, jedinice HOS-a se postupno uklapaju u redove Hrvatske vojske. 13. siječnja 1992. sve postrojbe HOS-a dobile su zapovijed o pripajanju Hrvatskoj vojsci. Taj proces je u najvećoj mjeri završen do ožujka 1992. godine. Hrvatska vojska je preuzela logore za obuku HOS-ovaca. Neke jedinice HOS-a su zadržale službenu samostalnost do 1993., ali kao dio Hrvatske vojske. No neke jedinice HOS-a prelaze u BiH jer i tamo započinju sukobi Srba i JNA s jedne strane, te Hrvata i Muslimana/Bošnjaka s druge strane.

### HOS u Bosni i Hercegovini
| Oznaka koju su koristili neki vojnici HOS-a u BiH |  | Oznaka koju su koristili neki vojnici HOS-a u BiH |
| Oznaka koju su koristili neki vojnici HOS-a u BiH |  | Oznaka HOS-a za borce muslimanske vjeroispovjesti |

Uspostavom demokratskog režima u Bosni i Hercegovini dolazi i do osnivanja političkih stranaka. Tako se osniva i Hrvatska stranka prava Bosne i Hercegovine preko koje se osnivaju i Hrvatske obrambene snage. HOS je osnovan 25. lipnja 1991., a ratni stožer HOS-a za Hercegovinu 18. prosinca 1991. u Ljubuškom. Za zapovjednika je postavljen Blaž Kraljević.
Iako je sredinom travnja 1992. HVO nudio Armiji RBiH osnivanje zajedničkog vojnog stožera za obranu Bosne i Hercegovine, vodstvo Armije RBiH ovaj prijedlog nikada nije razmotrilo. Naprotiv, muslimansko vodstvo počinje instrumentalizirati HSP BiH i HOS na račun HVO-a. Muslimanskom vodstvu je politika HSP-a, odnosno HOS-a, odogovarala jer su zagovarali unitarnu Bosnu i Hercegovinu, iako je krajnji cilj bio stvaranje hrvatskih granica na Drini, no muslimansko vodstvo bilo je svjesno nemogućnosti tog projekta. Zaobilazeći suradnju s HVO-m, Armija RBiH uspostavlja kontakt s Kraljevićem koji se sastaje s muslimanskim vojnim vodstvom u Sarajevu.
HOS se suprotstavio HZ Herceg-Bosni i Hrvatskom vijeću obrane te Kraljević zahtijeva podređivanje HVO-a HOS-u, a u isto vrijeme blisko surađuje s Alijom Izetbegovićem i Armijom Republike Bosne i Hercegovine. HOS se od srpnja 1992. službeno nalazio pod vrhovnim zapovjedništvom Predsjedništva RBiH. U kolovozu 1992. Kraljević je imenovan je generalom bojnikom Armije RBiH i postavljen u njezin Glavni stožer.
Prema procjeni dozapovjednika HOS-a Ivice Primorca HOS je imao do 3000 pripadnika uz manji broj pripadnika HOS-a Bosne sa stožerom u Zenici pod zapovjedništvom Mladena Holmana. U Čapljini su HOS omasovili muslimani. U srpnju 1992. HOS u Čapljini počinje stvarati probleme HVO-u pod zapovjedništvom Slobodana Praljka zbog velikog broja neevidentiranih boraca koji su uglavnom bili nepoznati. Zbog toga se Praljak sastaje s Kraljevićem te na sastanku od njega traži podređivanje HOS-a ili bar evidenciju o novačenju u HOS. Kraljević je takav prijedlog Praljka odbio. Sličan problem s HOS-om pojavio se i u Stocu gdje su 90% HOS-a činili muslimani. Novačenje HOS-a nepoznatim i neevidentiranim osobama događalo se i na području Mostara. Prema izvješću VOS-a od 8. kolovoza 1992. Muslimani su dobili interna uputstva da ulaze isključivo u Armiju RBiH ili HOS kako bi se borili protiv HVO-a.
HOS nije djelovao jedinstveno na području BiH. Na području Mostara HOS je bio blizak Armiji RBiH i održavao je svakodnevne kontakte s generalom Armije RBiH, Arifom Pašalićem, te izbjegavao suradnju s HVO. Međutim, na području Novog Travnika HOS je djelovao kao produžena ruka HVO-a.
Kao uvod u operaciju Lipanjske zore, 6. lipnja 1992. snage HOS-a Hercegovine započinju akciju kojom su za nekoliko sati oslobođena mjesta Klepci, Tasovčići i Prebilovci u općini Čapljina.[nedostaje izvor] Nakon oslobođenja Mostara u operaciji Lipanjske zore u lipnju 1992. HOS-ovci počinju paliti pravoslavne crkve te pljačkati i paliti srpske kuće.
Kraljević se tijekom rata vodio ustaškom ideologijom. Kao cilj HOS-a u Bosni i Hercegovini postavio je stvaranje hrvatske granice na Drini, a vodio se uvjerenjem da su i bosanskohercegovački muslimani Hrvati islamske vjeroispovijesti. U svojim istupima napadao je Hrvatsku zajednicu Herceg-Bosnu i njezinog predsjednika Matu Bobana optužujući ih za antihrvatstvo. U logoru Dretelj HOS je zlostavljao i ubijao srpsko civilno stanovništvo, a Kraljević je za zamjenika zapovjednika logora postavio Ediba Buljubašića, serijskog ubojicu koji je priznao i ratne zločine počinjene u Dretelju.
Nakon zaoštravanja odnosa HOS-a i HVO-a, HZ Herceg-Bosna izdala je naređenje kojim se traži uhićenje svih zapovjednika HOS-a koji odbiju suradnju s HVO-om. U to vrijeme radile su se pripreme za operaciju Buru gdje je bila potrebna i suradnja HOS-a koja je do tada bila upitna zbog zbližavanja s Armijom RBiH. HVO je od policije preuzeo sve kontrolne punktove u sklopu tog naređenja, a poseban režim kontrole uspostavljen je u Mostaru zbog ratne opasnosti. Nakon sastanka Kraljevića i časnika Teritorijalne obrane BiH organiziranog od strane Vinka Martinovića Štele, zapovjednika HOS-a u Mostaru, Kraljević se uputio prema Čitluku gdje je, pod nerazjašnjenim okolnostima došlo do paljbe između HVO-a i HOS-a u kojoj je poginula Kraljevićeva pratnja koju je činilo osam HOS-ovaca i Kraljević te jedan vojnik HVO-a, dok je drugi bio ranjen. Kraljević je trebao biti sproveden u Split gdje je trebao pristati na podređenost HOS-a HVO-u.
HOS je konačno raspušten sporazumom između predsjednika Herceg-Bosne, Mate Bobana i generala HOS-a, Ante Prkačina 29. kolovoza 1992. koji je postignut u Grudama. Zbog ovog poteza, Dobroslav Paraga izbacio je Prkačina iz HSP-a. HOS se u međuvremenu podijelio po narodnosnom principu. Unatoč raspuštanju HOS-a u BiH, Paraga je 9. listopada 1992. donio odluku kojom je objedinio dva stožera HOS-a u Bosni i Hercegovini pod jednim zapovjedništvom sa sjedištem u Zenici, a za zapovjednika je imenovao Mladena Holmana. HOS je tako djelovao u sastavu Armije RBiH sve do travnja 1993. Nakon pokolja Hrvata u Dusini počinjenog od strane muslimanskih snaga u siječnju 1993. pripadnici HOS-a počinju prelaziti u HVO, dok se Paraga protivio takvim radnjama. Holman je konačno donio odluku o inkorporiranju u HVO 5. travnja 1993.

### 1993.
Usprkos brzom osipanju HOS-a, neke njegove postrojbe u BiH su zadržale samostalnost do 1993. II. bojna "Stojan Vujnović Srbin" je opstala u Bosanskoj Posavini do veljače 1993. kada je raspuštena, a I. pohodna bojna HOS-a iz Zenice je opstala u sastavu Armije BiH do travnja 1993. godine. Izbijanjem hrvatsko-bošnjačkog sukoba na tom prostoru 16. travnja ta jedinica prelazi u sastav 156. brigade HVO-a pod zapovjedništvom Tihomira Blaškića. Taj datum se ujedno uzima i kao datum prestanka postojanja HOS-a kao organizacije.
U lipnju 1993. na Vojnom sudu u Zagrebu, Dobroslav Paraga, Anto Đapić, Mile Dedaković i Ante Prkačin optuženi su za stvarenje paravojske (HOS), ugrožavanje ustavnog poretka Republike Hrvatske, planiranje državnog udara, neovlašteno pribavljanje oružja i agitiranje protiv tadašnje vlasti. Vojni tužitelj bio je Mirsad Bakšić. Protiv Parage, Đapića, Dedakovića i Prkačina svjedočili su Krešimir Pavelić (bivši tajnik HSP-a), Janko Bobetko (general HV-a) i Mate Šarlija Daidža (general HV-a i HVO-a), a optužene je branio Zvonimir Hodak, pravni zastupnik HSP-a. Đapić je optužnicu nazvao političkim skandalom, a suđenje je potrajalo mjesec dana i privuklo veliku pažnju hrvatske javnosti. Na kraju je optužba odbačena, svi su optuženi proglašeni nevinima, a HOS je rješenjem Vrhovnog suda Republike Hrvatske priznat kao legalni dio Hrvatske vojske.

### HOS do kraja rata
Tijekom čitavog postojanja HOS-a od 1991. do konačnog raspada HOS-a kao organizacije 1993., jedinice HOS-a su polako uklapane u sastav regularnih postrojbi država u kojima su djelovale, bilo Hrvatske vojske, bilo Hrvatskog vijeća obrane i Armije BiH. Neke su jedinice raspuštene i njihovo je ljudstvo uklopljeno u regularne postrojbe (poput većine jedinica HOS-a), dok su neke jedinice opstale, ali u sastavu drugih vojski. Npr. 13. bojna "Jure vitez Francetić" je nastavila djelovati kao samostalna bojna u sklopu HVO brigade Kralj Tomislav iz Tomislavgrada, jedinica Vitezovi je nastavila djelovati do 1994. kao jedinica HVO-a pod nazivom PPN Vitezovi, satnija HOS-a Kakanj je preustrojena i uklopljena u HVO brigadu "Kotromanić"; jedan dio vojnika je uključen u već postojeće organizacijske postrojbe brigade, a otprilike polovica sa zapovjednikom Tomislavom Tokmakčijom je ustrojena u vod za specijalna djelovanja HVO-a. Bojna Crni vukovi iz Kalesije je nastavila djelovati kao Samostalni diverzantski bataljon "Crni vukovi" u sklopu Armije BiH, satnija HOS-a iz Rame-Prozora je opstala kao jedinica HVO-a pod nazivom Postrojba posebne namjene "Marinko Beljo", sarajevska 101. bojna je opstala u sklopu Armije BiH i početkom 1995. bila uklopljena u Hrvatsku brigadu Armije BiH "Kralj Tvrtko", dok se najduže održala IX. bojna "Rafael vitez Boban" koja je u sklopu 4. brigade i 114. brigade HV-a doživjela kraj rata i bila raspuštena 1996.

## Zapovjedna struktura i organizacija postrojbi
Na čelu HOS-a nalazio se Glavni stožer HOS-a, kojem je sjedište bilo u Zagrebu. Na čelu Glavnog stožera HOS-a bio je stožernik. Tijekom postojanja HOS-a stožernici su bili Ante Paradžik, Anto Đapić (v.d.), Ante Prkačin, i Mladen Holman. Smještaj Glavnog stožera HOS-a promijenjen je samo jednom, krajem 1992., kada je Glavni stožer HOS-a za BiH, koji se nalazio u Zenici, preustrojen u Glavni stožer HOS-a. Vrhovni zapovjednik HOS-a bio je predsjednik HSP-a Dobroslav Paraga, te je kao takav postavljao i ponekad promicao časnike HOS-a. Većinu promaknuća činili su časnici HOS-a na bojištima. Svi činovi u HOS-u i njihove oznake bili su istovjetne onima Hrvatske vojske i Hrvatskog vijeća obrane, osim najvišeg čina krilnika, koji je u HOS-u bio jedinstven.
Postrojbe HOS-a bile su veličina voda, satnije, i bojne. Kroz redove HOS-a prošlo je ukupno preko 9000 dragovoljaca. Djelovanje većine postrojbi bilo je na regionalnoj osnovi, odnosno, svaki viši časnik HOS-a imao je pod nadzorom određeno veće ili manje područje. Tako je Jozo Radanović bio zapovjednik HOS-a za srednju Dalmaciju, Mladen Holman zapovjednik HOS-a za Bosnu, a Blaž Kraljević zapovjednik HOS-a za Hercegovinu. Neke postrojbe HOS-a bile su pokretne, tj. išle su kamo je situacija nalagala. Tako su npr. pojedini vodovi IX. bojne HOS-a sudjelovali u borbama u Slavoniji, iako je njihovo glavno područje djelovanja bila Dalmacija.
| Oznaka | Naziv                                                                 | Zapovjednik                                         | Mjesto stožera ili djelovanja | Uklopljena u:                                         |
| ------ | --------------------------------------------------------------------- | --------------------------------------------------- | ----------------------------- | ----------------------------------------------------- |
|        | I. bojna "Rafael Vitez Boban" (kasnije I. bojna "Ivan Vitez Brdar")   | Mate Šukan                                          | Livno, BiH                    | Brigada "Petar Krešimir IV" HVO                       |
|        | II. bojna "Ante Paradžik" (kasnije II. bojna "Stojan Vujnović Srbin") | Stojan Vujnović                                     | Domaljevac, BiH               | 104. brigada Bosanski Šamac HVO                       |
|        | 4. bojna HOS-a                                                        |                                                     | Hrvatska                      | HV                                                    |
|        | Fojnička satnija HOS-a                                                | Pero Bošnjak                                        | Fojnica                       |                                                       |
|        | 6. bojna "Marijan Baotić"                                             | Ivica Zupković Ivan Zoraja                          | Vinkovci, Hrvatska            | 109. brigada HV                                       |
|        | IX. bojna "Rafael vitez Boban"                                        | Jozo Radanović Marko Skejo                          | Split, Hrvatska               | 4. brigada HV 114. brigada HV                         |
|        | 1. satnija "Ante Paradžik"                                            | Miroslav Martinovski                                | Jasenovac, Hrvatska           | HV                                                    |
|        | Vukovarska satnija HOS-a                                              | Robert Šilić                                        | Vukovar, Hrvatska             | 204. brigada HV                                       |
|        | 13. bojna "Jure vitez Francetić"                                      | Ivan Mamić                                          | Tomislavgrad, BiH             | brigada Kralj Tomislav HVO                            |
|        | Vitezovi                                                              | Darko Kraljević                                     | Vitez, BiH                    | Viteška brigada HVO                                   |
|        | 101. bojna "Do Drine"                                                 | Mate Matasin                                        | Sarajevo, BiH                 | Hrvatska brigada Kralj Tvrtko Prvi korpus Armije RBiH |
|        | 19. bojna "Vitez Jure Francetić"                                      | Valentin Rajković                                   | Gospić, Hrvatska              | 118. brigada HV                                       |
|        | Crni vukovi Kalesija(vukovije)                                        | Refik Fiko Brđanović                                | Kalesija, BiH                 | ARBiH                                                 |
|        | Vod HOS-a "Žigosani" (kasnije PPN Žigosani)                           |                                                     | Novi Travnik, BiH             | Brigada Stjepan Tomašević HVO                         |
|        | Satnija HOS-a Kakanj                                                  | Ivo Vuletić Tomislav Tokmačija Crni                 | Kakanj, BiH                   | Brigada HVO "Kotromanić" Kakanj                       |
|        | Satnija HOS-a "Lovac" (kasnije Interventni vod "Lovac")               |                                                     | Ljubuški, BiH                 | 156. brigada HV                                       |
|        | Samostalna satnija osiguranja                                         |                                                     | Zagreb, Hrvatska              | HV                                                    |
|        | Mostarska satnija HOS-a                                               | Željko Martinović Vinko Martinović                  | Mostar, BiH                   | 1. brigada Mostar HVO                                 |
|        | Ljubuška satnija HOS-a                                                |                                                     | Ljubuški, BiH                 | 4. brigada Stjepan Radić HVO                          |
|        | I. pohodna bojna HOS-a                                                | Mladen Holman                                       | Zenica, BiH                   | 1. brigada OS Zenica 156. brigada Zenica HVO          |
|        | Tuzlanski vod HOS-a                                                   | Viktorin Jurić                                      | Tuzla, BiH                    | 115. brigada Zrinski HVO                              |
|        | Čapljinska bojna HOS-a                                                | Tomislav Zvono Ivica Vego                           | Čapljina, BiH                 | Brigada Knez Domagoj HVO                              |
|        | Sinjski vod HOS-a                                                     | Dušan Jukić                                         | Sinj, Hrvatska                | 126. brigada HV                                       |
|        | Blagajski vod HOS-a                                                   | Zulfo Batlak                                        | Blagaj, BiH                   | 4. korpus Armije RBiH                                 |
|        | Čepinski bataljun HOS-a                                               | Slobodan Tolj                                       | Čepin, Hrvatska               | HV                                                    |
|        | Travnički vod HOS-a                                                   | Berislav Šapina                                     | Travnik, BiH                  | Travnička brigada HVO                                 |
|        | Vojna policija HOS-a Hercegovine                                      | Ivan Petrušić                                       | Ljubuški, BiH                 |                                                       |
|        | Jablanički vod HOS-a                                                  | Zvonko Lukić                                        | Jablanica, BiH                | TG-1 Konjic ARBiH                                     |
|        | Fočanski vod HOS-a                                                    | Halim Uzunović                                      | Foča, BiH                     | ARBiH                                                 |
|        | Stolačka satnija HOS-a                                                |                                                     | Stolac, BiH                   | Brigada Knez Domagoj HVO                              |
|        | Gorždanski vod HOS-a                                                  | Halim Uzunović                                      | Goražde, BiH                  | ARBiH                                                 |
|        | Vod HOS-a "Sokoli"                                                    |                                                     | Požega, Hrvatska              | HV                                                    |
|        | Bjelopoljski vod HOS-a                                                | Marinko Šunjić "Lunja"                              | Bijelo Polje, BiH             | 1. bojna Bijelo Polje, 2. brigada Mostar HVO          |
|        | Prozorska satnija HOS-a (kasnije PPN Marinko Beljo)                   | Marinko Beljo                                       | Prozor-Rama, BiH              | Prva ramska brigada HVO                               |
|        | Konjički vod HOS-a                                                    | Zvonko Lukić                                        | Konjic, BiH                   | TG-1 Konjic ARBiH                                     |
|        | MSB "Veterani"                                                        |                                                     | Hrvatska                      | HV                                                    |
|        | Širokobriješka satnija HOS-a                                          | Zlatan Mijo Jelić                                   | Široki Brijeg, BiH            | HVO Široki Brijeg                                     |
|        | Interventni vod "Noćne ptice"                                         |                                                     | Hrvatska                      | HV                                                    |
|        | Samostalna satnija HOS-a                                              | Luka Džako                                          | Ljubuški, BiH, Hrvatska       | 141. brigada HV                                       |
|        | Samostalna satnija i 1. bojna Žumberak (HOS)                          | bojnik Eugen Meindorfer, satnik Dubravko Klauderoti | Žumberak, Hrvatska            | HOS                                                   |

## Opremljenost, znakovlje, naoružanje
Vojnici HOS-a bili su odjeveni u standardne maskirne odore koje su tada korištene u vojskama zapadne Europe i SAD-a. Oprema je bila mješovita, tj. nešto je bilo kupljeno na crnim tržištima, a nešto zarobljeno na bojišnicama. Neke postrojbe su koristile potpuno crne odore. Postrojbe koje su bile logistički naslonjene na HV bile su dobro opremljene vojnim vozilima.
Iako je postojao pravilnik o isticanju i nošenju znakovlja HOS-a, pojedinci su ga nosili raznoliko. Standardna oznaka HOS-a nosila se na lijevoj nadlaktici, ali pojedini su ju vojnici nosili i na desnoj nadlaktici, te na lijevoj strani grudi. Prije potpunog gašenja HOS-a u Hrvatskoj, pripadnici HOS-a koji su ujedno bili i pripadnici ZNG-a nosili su i oznake HOS-a i oznake ZNG-a. Neki vojnici HOS-a u BiH su uz oznaku HOS-a nosili i oznaku TO BiH. Početkom 1992. pokušalo se u HOS uvesti još jednu oznaku koja je nosila natpis "Hrvatska vojska", ali ta oznaka u HOS-u nikada nije proširena. Na beretkama se nosio hrvatski grb s prvim bijelim poljem. U pojedinim slučajevima zabilježena je uporaba i crnih kape s ustaškim oznakama koje su i oblikom podsjećale na ustaške iz Drugog svjetskog rata.
Postrojbe HOS-a bile su dobro naoružane pješačkim naoružanjem, uglavnom pištoljima, te poluautomatskim i automatskim puškama. Većina toga kupila je Hrvatska stranka prava novcem doniranim od hrvatskog iseljeništva. Ostalo su borci HOS-a zarobljavali izravno na bojišnici od protivnika. Teškog topništva HOS nije imao. HOS u BiH je posjedovao nekoliko komada lakog topništva.

## Kontroverze
Neke su jedinice HOS-a nosile crne odore, a neki njihovi pripadnici ustaško znakovlje zbog čega ih je srpska strana redovito nazivala ustašama. Neke su jedinice HOS-a nosile imena po ustaškim časnicima iz Drugog svjetskog rata; 13. bojna "Jure vitez Francetić" iz Tomislavgrada i IX. bojna "Rafael vitez Boban" iz Splita. U vojarnama i na priredbama HOS-a isticane su slike Ante Pavelića te zemljovidi Velike Hrvatske, koja je obuhvaćala čitavu Bosnu i Hercegovinu, Istočni Srijem i Boku kotorsku. Marko Skejo, zapovjednik IX. bojne HOS-a, uklopljene u 114. brigadu HV-a, na 4. obljetnici osnivanja postrojbe u Splitu 10. travnja 1995. noseći ustašku kapu i pod slikom Ante Pavelića prisutnim HOS-ovcima obraćao se kao "ustaškim sinovima", "ustašama", nazivajući HOS "nasljednicima Bobana i Francetića i poglavnika doktora Ante Pavelića" te zavjetujući se da će HOS "stati na granice NDH". Franjo Tuđman je HOS uspoređivao s nacističkim SS jedinicama.
Kratica HOS se rabila od 1944. do 1945. kao službena oznaka Hrvatskih oružanih snaga, tadašnje vojske Nezavisne Države Hrvatske, iako je u slučaju Hrvatskih obrambenih snaga označavala upravo Hrvatske obrambene snage.
Na grbu HOS-a piše "Za dom spremni", pozdrav oko kojeg se javnost i dalje prepire. Dok jedni tvrde da je to izvorno ustaški pozdrav, drugi tvrde da je to staro-hrvatski pozdrav i Ustaške vojnice, a i u neslužbenoj himni HOS-a se veličaju NDH, Ante Pavelić, te Jure Francetić i Rafael Boban, zapovjednici elitne ustaške postrojbe, Crne legije.
Bilo je pokušaja da vojnici HOS-a rabe oznake činova vojske NDH, ali se od toga odustalo u korist službenih oznaka činova Hrvatske vojske. Nakon rata, Anto Đapić je optuživan da je nagovarao HOS-ovce na nošenje crnih odora i ustaškog znakovlja.

### Nakon rata
Zbog sadržavanja pozdrava "Za dom spremni", varijacija slova U, hrvatskog grba s prvim bijelim poljem i imena ustaških zapovjednika, upotreba pojedinih službenih oznaka HOS-a je izazivala poprilično problema prilikom podizanja spomen-obilježja poginulim HOS-ovcima i u drugim komemorativnim prigodama. Kada su veterani IX. bojne HOS-a dobili odobrenje za podizanje spomen obilježja HOS-ovcima u Splitu, na spomeniku je izostavljen pozdrav "za dom spremni" s ratnog amblema postrojbe. Dan obilježavanja osnivanja postrojbe i odavanja počasti poginulima, 10. travnja, dan uspostave NDH, izazvao je mnoge prijepore u Splitu i Hrvatskoj te je splitski gradonačelnik Ivo Baldasar odlučio 2016. vijence položiti dan ranije, 9. travnja. Prilikom velikog vojnog mimohoda na obilježavanju 20. obljetnice pobjede u Domovinskom ratu, 4. kolovoza 2015., najavljeno je izostavljanje zastave HOS-a iz postroja ratnih zastava zbog pozdrava "Za dom spremni". Kompromisno rješenje - uključivanje zastave HOS-a, ali bez spornog pozdrava - isprovociralo je bojkot mimohoda od strane veterana HOS-a.

### Ratni zločini
Četvero pripadnika HOS-a u BiH osuđeno je na kazne zatvora u trajanju između pet i šest godina zbog protuzakonitog zatočenja te sustavnog zlostavljanja civila srpske nacionalnosti u Mostaru i logoru Dretelj kraj Čapljine tijekom ljeta 1992. Zbog mučenja i silovanja u Dretelju još jedan pripadnik HOS-a iz BiH osuđen je u Švedskoj na pet godina zatvora, dok je drugi osuđen u Norveškoj na osam godina zbog lišavanja slobode i nanošenja patnje žrtvama u istom logoru.
Petorica pripadnika izviđačko-diverzantske satnije HOS-a osuđena su na dugotrajne kazne zatvora za ratni zločin ubojstva četveročlane obitelji Olujić u Cerni pokraj Županje 17. veljače 1992.

## Poznati pripadnici
- Dobroslav Paraga, kao predsjednik HSP-a vrhovni zapovjednik HOS-a
- Ante Paradžik
- Blaž Kraljević
- Alija Šiljak
- Ante Prkačin
- Stojan Vujnović
- Robert Šilić, zapovjednik vukovarske satnije HOS-a
- Jean-Michel Nicolier (1966. – 1991.), francuski dragovoljac; u njegovu čast imenovan je pješački most u Vukovaru
- Stipe Petrina,[49] saborski zastupnik i načelnik Općine Primošten
- Ivana Šojat Kuči,[50] osječka spisateljica i prevoditeljica
- Krešo Beljak,[51] gradonačelnik Samobora, saborski zastupnik i predsjednik HSS-a

## Udruge dragovoljaca HOS-a
Mnogi HOS-ovci su tijekom rata položili živote za slobodu domovine dok su također mnogi ostali teški invalidi. Danas u Hrvatskoj postoji nekoliko udruga dragovoljaca HOS-a s 300-400 članova. Zakonom o pravima hrvatskih branitelja iz Domovinskog rata i članova njihovih obitelji iz 2004. godine HOS-ovci su priznati kao punopravni hrvatski branitelji.
- Udruga dragovoljaca Hrvatskih obrambenih snaga Zagreb
- Savez udruga dragovoljaca HOS-a[53]
- Zajednica udruga dragovoljaca HOS-a
- Udruga bojovnika HOS-a
- Udruga dragovoljaca Devete Srednjodalmatinske bojne HOS-a "Rafael vitez Boban 1991"
- Udruga veterana Hrvatskih obrambenih snaga Livno

## Galerija
- Rijetka oznaka HOS-a u Hercegovini.

## Srodni članci
- Hrvatsko vijeće obrane
- Hrvatska Republika Herceg-Bosna
- Mate Boban
- Bosanskohercegovački Hrvati u Ratu u Bosni i Hercegovini
- Rat u Bosni i Hercegovini
- HVO Sarajevo

## Vanjske poveznice
- Grb HOS-a
- Udruga dragovoljaca HOS-a - Zagreb
- Podstranica o HOS-u HSP-a Austrije
- Predsjednik Tuđman o HOS-u na televiziji 1992. (YouTube)
- Predsjednik Tuđman o HOS-u u memoarima Vladimira Šeksa